# دوري السلفادور لكرة القدم
دوري السلفادور لكرة القدم هو الدوري الوطني لكرة القدم في السلفادور، .البطل الحالي هو نادي أليانزا.